# Holkaberg
Holkaberg är en by bestående av en enstaka gård belägen i Ödeshögs socken i Ödeshögs kommun invid Vättern, cirka 1 kilometer norr om länsgränsen mot Jönköpings län.
Västra delen är delvis mycket brant och stenig. De centrala delarna är mjukare och kuperade med inslag av berg i dagen. Holkaberg är en av de 26 byar som räknas till Stavabygden.

## Holavedsvägen
Genom fastigheten löper Västra Hålvägen (även kallad Hålavedsvägen eller Holavedsvägen).
Grusvägen utgör resterna efter den gamla landsvägen mellan Östergötland och Småland och har sannolikt förhistoriskt ursprung. Den är idag markerad som Eriksgata. Vägen har också haft militärt strategiskt intresse.
Den är fortfarande i bruk men används endast lokalt sedan den nya vägen nära Vättern byggts. Fastigheten delas numera av motorvägen E4.

## Gästgivargård
Holkaberg blev gästgivargård någon gång efter 1686. Den ursprungliga byggnaden är borta. På en häradskarta från 1881 anges Sjöberga som ligger invid den senare anlagda vägen som Sjöberga Gästgiveri.
Sjöberga finns utmärkt på Karta över naturreservatet nedan.
Holkaberg nämns enligt Svenska ortnamnsarkivet första gången 1535.

## Fäktahålan
Mellan Holkaberg och gården Narbäck ligger Fäktahålan. som är en trång passage. Enligt traditionen mötte danske kung Kristian I år 1452 en bondehär som drev danskarna på flykten.
Fäktahålan finns också nämnd i Svenska Turistföreningens årsskrift 1937 och den svenska historieskrivningens fader Ericus Olai som avled 1486 lär ha diktat följande:
Complures ad Holawed, de Dacis föllo döda ned
Dat finem rixae Dacis den Svenske Pålyxe
Fri översättning lyder:
I Holaveden föllo de flesta danskarna döda ned
Den svenska pålyxan gjorde slut på striden.

Narbäck och Holkaberg bildar tillsammans ett naturreservat.

## Riksantikvarieämbetet rapport
- Riksantikvarieämbetets Rapport UV Öst 2000:52 Hålaveden  med kartskisser

## Karta
- Karta över naturreservatet[6]